# Кравков, Сергей Васильевич
Серге́й Васи́льевич Кравко́в (19 (31) мая 1893, Рязань — 16 марта 1951, Москва) — советский психолог и психофизиолог, доктор биологических наук (1935), член-корреспондент Академии наук СССР и Академии медицинских наук СССР(1946), заслуженный деятель науки РСФСР (1947).
Считается одним из основоположников физиологической оптики — научной дисциплины, представляющей собой синтез знаний о физиологических, физических и психологических закономерностях, характеризующих функцию органа зрения. Исследовал закономерности функционирования органов чувств, разрабатывал проблему функционального взаимодействия различных афферентных систем.

## Биография
Сергей Васильевич Кравков родился 19 (31) мая 1893 г. в Рязани в семье военного врача Василия Павловича Кравкова (1859—1920). На момент рождения его отец имел чин надворного советника и служил старшим врачом 137-го пехотного Нежинского полка, квартировавшего в Рязани. Мать будущего ученого, Елена Алексеевна, урождённая Лукина (1870 — ок. 1922), была потомственной дворянкой Рязанской губернии.
В 1903—1911 гг. С. В. Кравков учился в 1-й Рязанской мужской гимназии. По её окончании он поступил в Императорский Московский университет, где учился на историко-филологическом факультете. С 1912 г. С. В. Кравков являлся слушателем Психологического института им. Л. Г. Щукиной при Московском университете, с 1915 г. работал в нём ассистентом. Началом его научной деятельности считается выступление на годичном заседании Психологического института с докладом «Объективная психология, её предмет и значение». Способности молодого ученого высоко оценил директор Психологического института Г. И. Челпанов.
В 1916 г. С. В. Кравков окончил университет по специальности «экспериментальная психология» с дипломом первой степени и золотой медалью. Он был оставлен при университете для подготовки к профессорскому званию по кафедре экспериментальной психологии.
Продолжая работать в Психологическом институте (до 1923 г.), в 1920—1932 гг. С. В. Кравков состоял старшим ассистентом Института биологической физики Наркомздрава РСФСР, где работал под руководством академика П. П. Лазарева. В эти годы он изучал физико-математические науки и начал самостоятельную экспериментальную работу по исследованию физиологии зрения. С. В. Кравков вел активную педагогическую деятельность в московских вузах: в 1924—1929 гг. он преподавал в качестве доцента цветоведение в Высших художественно-технических мастерских (ВХУТЕМАС), с 1927 г. состоял доцентом по физиологической оптике при светотехническом отделении Московского энергетического института (МЭИ). В 1932 г. ученый был утвержден профессором физиологической оптики МЭИ. Кроме того, с 1920 г. С. В. Кравков вел преподавательскую и исследовательскую работу в ряде московских вузов — Военно-педагогической академии, Московском институте народного хозяйства им. Г. В. Плеханова, Государственной академии художественных наук (ГАХН), Всесоюзном электротехническом институте (ВЭИ) и др.
В 1935 г. С. В. Кравкову по совокупности опубликованных работ была присвоена ученая степень доктора биологических наук по специальности «психофизиология зрения». В 1935—1938 годах он занимал должности профессора кафедры физиологии биологического факультета МГУ им. М. В. Ломоносова.
С 1936 года С. В. Кравков руководил созданной им лабораторией физиологической оптики Государственного центрального института офтальмологии им. Гельмгольца (ныне МНИИ ГБ им. Гельмгольца), которой в дальнейшем было присвоено его имя. Одновременно ученый руководил лабораторией психофизиологии ощущений Института психологии Академии педагогических наук.
В годы Великой Отечественной войны 1941—1945 гг. С. В. Кравков работал в нейрохирургическом госпитале над проблемами восстановления зрения. С 1945 года он заведовал созданной им Лабораторией физиологической оптики (или психофизиологии зрения) в Секторе психологии Института философии АН СССР. В 1946—1951 годах занимал должность профессора кафедры психологии философского факультета МГУ.
С. В. Кравков был ученым секретарем (1943), затем заместителем председателя (с 1946) Комиссии по физиологической оптике при Биологическом отделении АН СССР. Он также являлся членом Комиссии по светотехнике при Отделении технических наук АН СССР (1947—1951).
В 1946 году С. В. Кравков был избран членом-корреспондентом Академии медицинских наук СССР, в том же году был избран членом-корреспондентом Академии наук СССР. В 1947 г. ему было присвоено звание заслуженного деятеля науки и техники РСФСР.
По инициативе академика М. И. Авербаха с 1941 г. был начат выпуск специализированного периодического издания «Проблемы физиологической оптики». В 1941—1951 гг. С. В. Кравков был его бессменным редактором.
За десятилетия научной деятельности С. В. Кравков стал автором более 100 научных трудов, основные среди которых — «Самонаблюдение» (1922), «Внушение (психология и педагогика внушения)» (1924), «Очерк психологии» (1925), «Глаз и его работа» (1932), «Очерк общей психофизиологии органов чувств» (1946), «Взаимодействие органов чувств» (1948), «Цветовое зрение» (1951). Совместно с Н. А. Вишневским им был сконструирован специальный прибор для определения нормальности сумеречного зрения, серийно изготовлявшийся для нужд армии во время Великой Отечественной войны. С. В. Кравков воспитал целую плеяду блестящих исследователей, среди которых Л. А. Шварц, В. И. Рождественский, А. И. Богословский, В. К. Шеварева и другие известные ученые.
С. В. Кравков скоропостижно скончался в Москве 16 марта 1951 года от инфаркта, похоронен на Даниловском кладбище.

## Научная деятельность
Научная деятельность С. В. Кравкова продолжалась с 1916 по 1951 гг. В ней можно выделить четыре этапа: первый период раннего творчества (1916—1930 гг.), проходивший в сложных условиях послереволюционного становления советской психологии; второй период (1930—1941 гг.), связанный в основном с исследованиями в области взаимодействия органов чувств; третий период (1941—1945 гг.) был преимущественно посвящён решению задач, связанных с обороной страны во время Великой Отечественной войны; четвёртый период (1945—1951 гг.) совпадает с работой ученого в Институте психологии АПН РСФСР, в Центральном офтальмологическом институте им. Гельмгольца и в Секторе психологии Института философии АН СССР, где С. В. Кравков продолжил углубленное исследование проблемы взаимодействия органов чувств и проблемы цветового зрения.
За это время С. В. Кравковым было опубликовано более 100 исследований, многие из которых были переведены в Великобритании, США, Франции, Канаде, Германии, Китае, Японии. Монография С. В. Кравкова «Глаз и его работа» считается лучшей в мировой литературе сводной работой по психофизиологии зрения. Она стала классической, выдержала четыре издания в СССР, была переведена во многих зарубежных странах.
Широкий диапазон научных интересов С. В. Кравкова включал: адаптацию и взаимодействие органов чувств, контраст, последовательные образы, синестезию, биопотенциалы различных уровней зрительной системы (сетчатки, подкорки, коры головного мозга); взаимоотношение между макулярной и периферической областями сетчатки; явление индукции в сетчатке; электрофизиологию зрения (электрическая чувствительность, лабильность, электроретинограмма); цветовое зрение и его аномалии; сенсорные условные рефлексы; методы диагностической глаукомы (по цветоощущению и по реакции слепого пятна) и многое другое.
С. В. Кравков изучал закономерности функционирования зрительной системы, центральную регуляцию зрительных функций, взаимодействие органов чувств, электрофизиологию зрительного анализатора, исследовал цветовое зрение и гигиену зрительного освещения.
Многочисленные опыты, проведенные С. В. Кравковым, его учениками и сотрудниками, помогли обнаружить функциональную связь между системами цветового зрения, между чувствительностью к красному и зелёному цветам, установить антагонистические отношения между ними. Такая же функциональная зависимость была обнаружена между чувствительностью к жёлтому и синему цветам. Между зеленочувствительной и синечувствительной системами было открыто отношение содействия.
В годы Великой Отечественной войны тематика исследований С. В. Кравкова была связана с практическими нуждами армии: с вопросами повышения эффективности наблюдения, улучшением маскировки, разведки, разработкой методов борьбы с ослеплением глаз светом прожекторов, методами борьбы со снеговой ослепимостью, сенсибилизацией органов чувств.

## Семья
Жена (с 1920 г.) — Нина Павловна Колосова (1894—1985), дочь протоиерея Павла Петровича Колосова (ок. 1853—1923), епископа Елисаветградского в 1921—1923 гг. Пианистка, преподаватель Московской государственной консерватории им. П. И. Чайковского.
Сын — Юрий Сергеевич Кравков (1921—2003), генерал-майор медицинской службы (1975), начальник Главного военного клинического госпиталя им. Н. Н. Бурденко в 1973—1983 гг.

## Память

Мемориальная доска в честь В. П. и С. В. Кравковых на их доме в Рязани. Ул. Салтыкова-Щедрина, 34

Приказом Министра здравоохранения РСФСР М. Д. Ковригиной № 616 от 28 ноября 1951 г. Отделению физиологической оптики Государственного научно-исследовательского института глазных болезней им. Гельмгольца Минздрава РСФСР было присвоено имя С. В. Кравкова. Ныне Лаборатория клинической физиологии зрения им. С. В. Кравкова является одним из структурных подразделений МНИИ ГБ им. Гельмгольца.

## Адреса в Москве
- 1914—1950 — ул. Остоженка, 22/1
- 1950—1951 — Большая Калужская ул., 13

## Избранная библиография
На русском языке
- Кравков С. В. Современные объективные течения в психологии и их значение / С. В. Кравков // Вестник знания. — 1916. — № 10. — С. 572—578.
- Кравков С. В. Современные объективные течения в психологии и их значение / С. В. Кравков // Вестник знания. — 1916. — № 11. — С. 626—633.
- Кравков С. В. Рефлекс цели И. Павлова и рефлекс как творческий акт С. И. Метальникова / С. В. Кравков // Психологическое обозрение. — 1917 . Т.1.— Вып.1. — С. 153—160.
- Кравков С. В. Методы психологии. Рецензия на статью Turro R."La mèthode objective" // Revue philosophique< 1916. № 10, 11 / С. В. Кравков // Психологическое обозрение. — 1918 . — Т.I. Вып.3-4. — С. 558—564.
- Кравков С. В. Самонаблюдение / С. В. Кравков. — М.: Русский книжник, 1922. — 176 с.
- Кравков С. В. Внушение / С. В. Кравков. — М.: Русский книжник, 1924. — 45 с.
- Кравков С. В. Очерк психологии / С. В. Кравков. — М.: Русский книжник, 1925. — 182 с.
- Кравков С. В. О поглощении света в жёлтом пятне живого глаза / С. В. Кравков // Прикладная физика. — 1925. — Т.2, вып.1-2. — С. 75-84.
- Кравков С. В. Экспериментальная психология и изучение ребёнка / С. В. Кравков. — М.: Искра революции, 1925. — 182 с.
- Кравков С. В. Распределение яркости в спектре и под темновой адаптации у лиц с врожденной полной цветовой слепотой / С. В. Кравков // Прикладная физика. — 1927. — Т.4, вып. 2. — С. 89-94.
- Кравков С. В. Об адаптации глаза к световым раздражителям / С. В. Кравков // Прикладная физика. — 1928. — Т.5, вып. 2. — С. 100—115.
- Кравков С. В. О кажущемся различии цветов дополнительных и цветов последовательного контраста / С. В. Кравков // Прикладная физика. — 1928. — Т.5, доп. вып. — С. 115—124.
- Кравков С. В. К методике исследования ночного зрения / С. В. Кравков // Военно-санитарное дело. — 1929. — № 2. — С. 28-82.
- Кравков С. В. Острота зрения одного глаза в зависимости от освещения другого / С. В. Кравков // Прикладная физика. — 1930. — Т.7, вып. 4. — С. 99-108.
- Кравков С. В. Глаз и его работа / С. В. Кравков. — 1-е изд. — М.: Медицина, 1932. — 245 с.
- Кравков С. В. Зрительные ощущения и восприятия / С. В. Кравков. — М.: Гос. соц. — экон. изд-во; Л., 1935. — 270 с.
- Кравков С. В. Искусственное и естественное освещение промышленных предприятий / С. В. Кравков. — М.; Л.: НТИ, 1935. — 112с.
- Кравков С. В. Влияние освещения одного глаза на световую и электрическую чувствительность другого / С. В. Кравков, Е. Н. Семеновская, А. И. Богословский // Зрительные ощущения и восприятия: сб. науч. тр. — М.; Л., 1935. — С. 167—177.
- Кравков С. В. Глаз и его работа / С. В. Кравков. — 2-е изд. — М.: Биомедгиз; Л., 1936. — 354 с.
- Кравков С. В. О влиянии побочных раздражителей функции глаза / С. В. Кравков // Зрительные ощущения и восприятия: сб. науч. тр. — М.; Л., 1936. — С. 86-92.
- Кравков С. В. О слепящих действиях света / С. В. Кравков // Зрительные ощущения и восприятия: сб. науч. тр. — М.; Л., 1936. — С. 111—116.
- Кравков С. В. К анализу действия побочных раздражителей на зрение / С. В. Кравков // Проблемы физиологической оптики. — 1944 . — № 2. — С. 78-80.
- Кравков С. В. Глаз и его работа / С. В. Кравков. — 3-е изд. — М.; Свердловск, 1945. — 355 с.
- Кравков С. В. Очерк общей психофизиологии органов чувств / С. В. Кравков. — М.: АМН СССР; Л., 1946. — 69 с.
- Кравков С. В. Взаимодействие органов чувств / С. В. Кравков. — М.: АН СССР; Л., 1948. — 128 с.
- Кравков С. В. Глаз и его работа / С. В. Кравков. — 4-е изд. — М.: Медгиз; Л., 1950. — 531 с.
- Кравков С. В. Вопросы физиологии и патологии зрения / С. В. Кравков. — М.: Медгиз, 1950. — 421 с.
- Кравков С. В. Цветовое зрение / С. В. Кравков. — М.: АН СССР, 1951. — 175 с.

На других языках (английский, немецкий, французский)
- Kravkov, S. W. Über die Helligkeits und Adaptationskurven der total Farbenblinden / Albrecht Von Græfes Archiv für Ophthalmologie, vol. 118, issue 2, 25. Februar, 1927, pp. 285–29
- Kravkov S. V. Über die Richtung der Farbentransformation / Psychologische Forschung, 10 (1928), Pages: 20-31
- Kravkov S. V., Paulsen-Bashmakova V. A. Über die kontrasterregende Wirkung der transformierten Farben / Psychologische Forschung, 12 (1929), Pages: 88-93
- Kravkov S. W. Über eine zentrale Beeinflussung der Sehschärfe / Albrecht Von Græfes Archiv für Ophthalmologie, vol. 124, issue 1, 29. April 1930, pp. 76–86
- Kravkov, S. W. Über die Abhängigkeit der Sehschärfe vom Schallreiz / Albrecht Von Græfes Archiv für Ophthalmologie, vol. 124, issue 2, May 1930. pp. 334–338
- Kravkov, S. W. Die Unterschiedsempfindlichkeit der Netzhautperipherie beim Dämmerungssehen / Albrecht Von Græfes Archiv für Ophthalmologie, vol. 127, issue 1, 23. September 1931, pp. 86–99
- Kravkov S. W. Über die Beeinflussung der Unterschiedsempfindlichkeit des Auges durch Nebenreize / Albrecht Von Græfes Archiv für Ophthalmologie, vol. 128, issue 1, 22. Februar 1932, pp. 105–111
- Kravkov, S. W. Über die Beeinflussung der Unterschiedsempfindlichkeit des Auges durch Nebenreize / Albrecht Von Græfes Archiv für Ophthalmologie, vol. 129, issue 2, 24. November 1932, p. 298
- Kravkov S. V. Über ein Grundgesetz der Farbentransformation / Psychologische Forschung, 16 (1932), Pages: 160—165
- Kravkov S. W. Der Lichtirradiationseffekt im Auge in seiner Abhängigkeit von den Gesichts-, Gehörs- und Geruchsnebenreizen / Albrecht Von Græfes Archiv für Ophthalmologie, vol. 129, issue 3, 21. Januar 1933, pp. 440–451
- Kravkov S. W., Semenovskaja E. N. Steigerung der Lichtempfindlichkeit des Auges durch vorangehende Lichtreize / Albrecht Von Græfes Archiv für Ophthalmologie, vol. 139, issue 4, 22. September 1933, pp. 513–526
- Kravkov S. W. Sehschärfe und Beleuchtung beim Unterscheiden weißer Objekte auf schwarzem Grunde / Albrecht Von Græfes Archiv für Ophthalmologie, vol. 131, issue 3, 20. Dezember 1933, pp. 452–457
- Kravkov, S. W., Semenovskaja E. N. Zur Frage der Abhängigkeit der Sehfunktion vom längeren Hungern / Albrecht Von Græfes Archiv für Ophthalmologie, vol. 132, issue 4, 8. August 1934. pp. 370–371
- Kravkov, S. W. Die Unterschiedsempfindlichkeit eines Auges unter dem Einfluß vom Schall oder Beleuchtung des anderen Auges / Albrecht Von Græfes Archiv für Ophthalmologie, vol. 132, issue 4, 8. August 1934, pp. 421–429
- Kravkov, S. W., Belitzky G. S. Die Abhängigkeit des Lichtirradiationseffektes im Auge von der Lichtintensität, Kontrast und Nebenreizwirkung / Albrecht Von Græfes Archiv für Ophthalmologie, vol. 132, issue 4, 8. August, 1934, pp. 379–398
- Kravkov S. V. Changes of visual acuity in one eye under the influence of the illumination of the other or of acoustic stimuli / Journal for experimental psychology. Vol. 12, No 6, December 1934, Pages: 805—812
- Kravkov S. V. Action des excitations auditives sur la fréquence critique des papillotements lumineux / Acta Ophthalmologica, Volume 13, Issue 3-4, September 1935, Pages: 260—272
- Kravkov S. V. The influence of sound upon the light and color sensibility of the eye / Acta Ophthalmologica, Volume 14, Issue 3-4, June 1936, Pages: 348—360
- Kravkov S. V. Effect of indirect light stimulation as a function of the intensity of a direct stimulus / Acta Ophthalmologica, 1937, Volume 15, Issue 1, March 1937, Pages: 96-103
- Kravkov S. V. The influence of acoustic stimulation upon the colour sensibility of a protanopic eye /Аcta Ophthalmologica, Volume 15, Issue 3, October 1937, Pages: 337—342
- Kravkov S. V. The influence of the dark adaptation on the critical frequency of flicker for monochromatic lights / Acta Оphthalmologica, Volume 16, Issue 2-3, September 1938, Pages: 375—384
- Kravkov S. V. Illumination and visual acuity / Acta Ophthalmologiса, Volume 16, Issue 2-3, September 1938, Pages: 385—395
- Kravkov S. V. The influence of the loudness of the indirect sound stimulus on the color sensitivity of the eye / Acta Ophthalmologica, Volume 17, Issue 3, October 1939, Pages: 324—331
- Kravkov S. V. The influence of odors upon color vision / Acta Ophtalmologica, Volume 17, Issue 4, December 1939, Pages: 426—442
- Kravkov S. V. The influence of caffeine on the color sensitivity / Acta Ophthalmologica, Volume 17, Issue 1, March 1939, Pages: 89-94
- Kravkov S. V., Galochkina L. P. Effect of a constant current on vision /Journal of the Optical Society of America, Volume 37, Issue 3, 1947, Pages: 181—185
- Kravkov S. V. Das Farbensehen. [Übers. aus d. Russ. von P. Klemm] Berlin: Akademie Verlag, 1955